# Membury
Membury – wieś w Anglii, w hrabstwie Devon, w dystrykcie East Devon. Leży 38 km na wschód od miasta Exeter i 216 km na zachód od Londynu.